# Marguerite de Sassenage
Marguerite de Sassenage († nach 1471) war Mätresse des späteren französischen Königs Ludwig XI.
Sie war die Tochter von Henri Le Roux, Baron de Sassenage aus dem Haus Sassenage, und Antoniette di Saluzzo aus der Familie der Aleramiden. Sie war verheiratet mit Amblard de Beaumont, Seigneur de Montfort.
Marguerite de Sassenage war mehrere Jahre lang die Mätresse des späteren französischen Königs Ludwig XI., der von ihr drei Töchter bekam, die alle anerkannt wurden:
- Jeanne de Valois bâtarde de France, † 1519, legitimiert 25. Februar 1466, Dame de Mirabeau et d'Usson-en-Auvergne; ⚭ Paris 26. Februar 1466 Louis bâtard de Bourbon, 1465 1. Comte de Roussillon, † Valognes 19. Januar 1487
- Marie bâtarde de France, † 1469, legitimiert 11. Juli 1467; ⚭ (Ehevertrag Chartres Juni 1467) Aymar de Poitiers, Seigneur de Saint-Vallier, Marchese di Cotrone etc., † nach 9. September 1510 (Haus Poitiers-Valentinois)
- Isabelle bâtarde de France; ⚭ Louis de Saint-Priest